# فاضل نجافوف
فاضل إمامفيردي أوغلو نجافوف (16 فبراير 1935، باكو - 11 يوليو 2023، باكو) - رسام نحات، فنان الشعب في جمهورية أذربيجان (2002)، أحد مؤسسي الأسلوب الطليعي في النحت الأذربيجاني.

## حياته
ولد فاضل نجافوف في 16 فيرايير 1935 في باكو. تخرج من مدرسة مدرسة عظيم أزادي للفنون في باكو في عام 1955 ومن معهد موسكو العالي للفنون الذي يحمل اسم فاسيلي سوريكوف في 1961.
أنشأ فاضل نجافوف نصبًا تذكاريًا للملحن الأذربيجاني قارا قاراييف والذي تم تركيبه في وسط باكو وفي عام 2014.
حاليًا، جزء كبير من مجموعة متحف الفن الحديث في باكو يتكون من أعمال فاضل نجافوف.
حصل فاضل نجافوف على اللقب الفخري "العامل الفني المكرم لجمهورية أذربيجان الاشتراكية السوفيتية" في 7 مايو لعام 1988، وحصل على "فنان الشعب لجمهورية أذربيجان" في 30 مايو لعام 2002. وحصل على وسام شهرة لخدماته في تطوير الثقافة الأذربيجانية في 15 فبراير 2020.
توفي فاضل نجافوف في 11 يوليو 2023 عن عمر يناهز 88 عامًا.